# Jean-François Bergier
Jean-François Bergier (n. 5 decembrie 1931, Lausanne, cantonul Vaud, Elveția – d. 29 octombrie 2009, Blonay⁠(d), cantonul Vaud, Elveția) a fost un istoric elvețian în domeniul economic și sociologic care a cercetat istoria regiunilor din Alpi. A absolvit facultatea de paleografie de la École nationale des chartes, în anul 1957, apoi a activat ca profesor de economie și sociologie istorică în Geneva și Zürich. Bergier a prezidat Comisia de cercetare a relațiilor dintre Elveția și Germania Nazistă.